# Jack Ensley

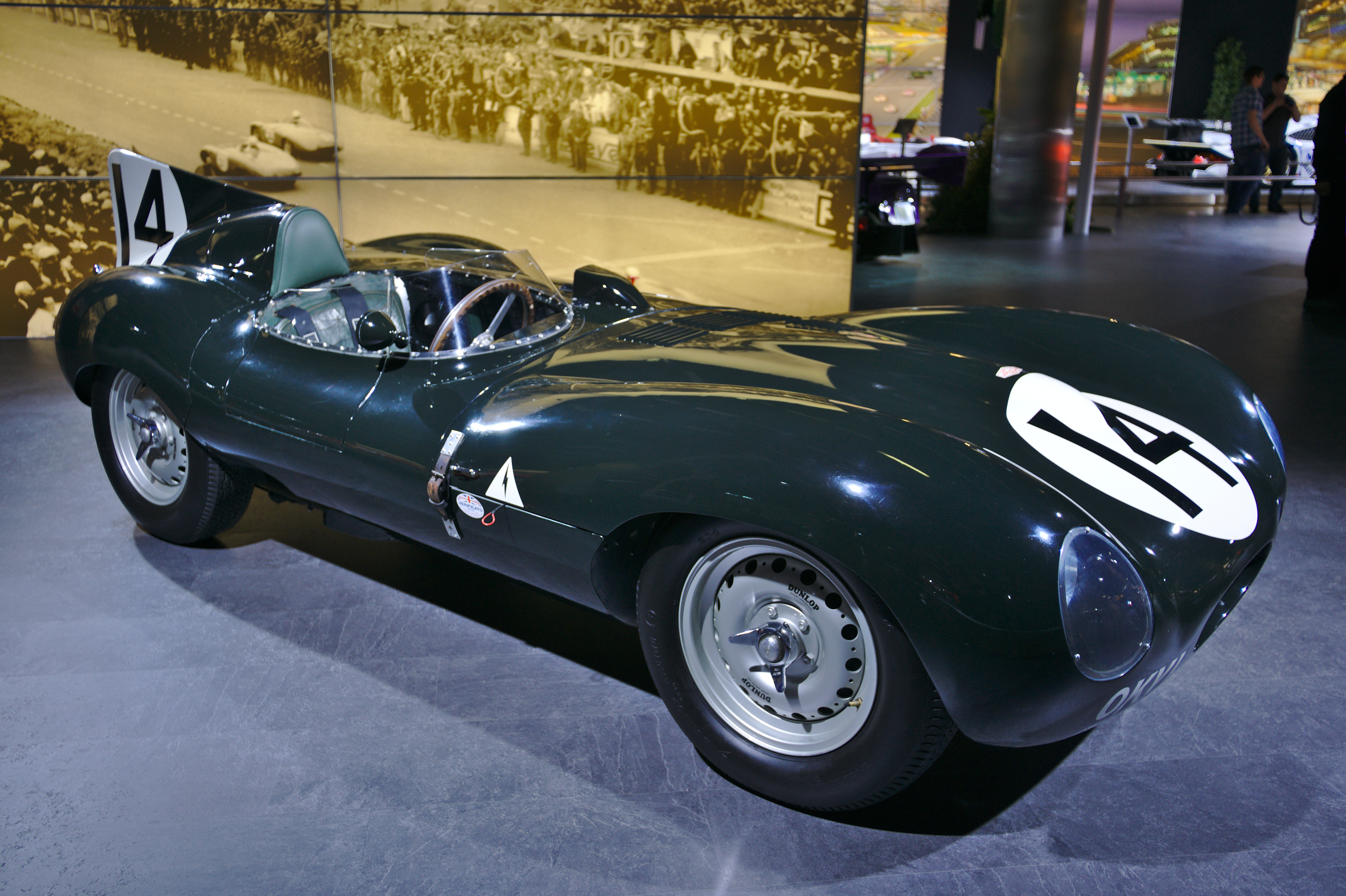
Der Jaguar D-Type mit dem Bob Sweikert und Jack Ensley das 12-Stunden-Rennen von Sebring 1956 als Gesamtdritte beendeten

John Robbins „Jack“ Ensley (* 17. Oktober 1910; † 13. Januar 1972) war ein US-amerikanischer Unternehmer und Autorennfahrer.

## Karriere
Jack Ensley war beruflich als Unternehmer tätig. Im US-amerikanischen Bundesstaat Arizona besaß er unteren anderem Golfplätze, Restaurants und Spielhallen. Außerdem vertrieb er exklusive Sportwagen. In seiner Jugend arbeitete er als professioneller Tänzer und war einige Zeit der Tanzpartner der Schauspielerin Joan Crawford.
In den 1950er- und 1960er-Jahren war er als Herrenfahrer im Motorsport aktiv. Er fuhr vor allem Sportwagenrennen und versuchte sich im Alter von 48 Jahren 1958 erfolglos für das 500-Meilen-Rennen von Indianapolis zu qualifizieren. Auch der zweite Qualifikationsversuch 1959 scheiterte.
Im Sportwagensport engagierte er sich in der SCCA National Sports Car Championship, wo er bis 1969 regelmäßig an den Start ging. Er gewann sieben Meisterschaftsläufe, den letzten 1969, als er auf einem Lola T70 ein Rennen in Savannah gewann. Internationale Einsätze hatte er vor allem beim 12-Stunden-Rennen von Sebring, wo er 1956 Gesamtdritter wurde. Jack Ensley starb im Januar 1972 an Krebs.

## Statistik

### Sebring-Ergebnisse
| Jahr | Team        | Fahrzeug         | Teamkollege  | Platzierung | Ausfallgrund          |
| ---- | ----------- | ---------------- | ------------ | ----------- | --------------------- |
| 1955 | Jack Ensley | Kurtis Kraft 500 | Jim Rathmann | Ausfall     | Motorschaden          |
| 1956 | Jack Ensley | Jaguar D-Type    | Bob Sweikert | Rang 3      |                       |
| 1957 | Jack Ensley | Jaguar D-Type    | Pat O’Connor | Ausfall     | Bruch der Vorderachse |

### Einzelergebnisse in der Sportwagen-Weltmeisterschaft
| Saison | Team        | Rennwagen        | 1   | 2   | 3   | 4   | 5   | 6   | 7   |
| ------ | ----------- | ---------------- | --- | --- | --- | --- | --- | --- | --- |
| 1953   | Jack Ensley | Kurtis Kraft 500 | SEB | MIM | LEM | SPA | NÜR | RTT | CAP |
| 1953   | Jack Ensley | Kurtis Kraft 500 |     |     |     | DNF |     |     |     |
| 1955   | Jack Ensley | Kurtis Kraft 500 | BUA | SEB | MIM | LEM | RTT | TAR |     |
| 1955   | Jack Ensley | Kurtis Kraft 500 | DNF |     |     |     |     |     |     |
| 1956   | Jack Ensley | Jaguar D-Type    | BUA | SEB | MIM | NÜR | KRI |     |     |
| 1956   | Jack Ensley | Jaguar D-Type    | 3   |     |     |     |     |     |     |
| 1957   | Jack Ensley | Jaguar D-Type    | BUA | SEB | MIM | NÜR | LEM | KRI | CAR |
| 1957   | Jack Ensley | Jaguar D-Type    | DNF |     |     |     |     |     |     |